# Залізниця Ерцгерцога Альбрехта

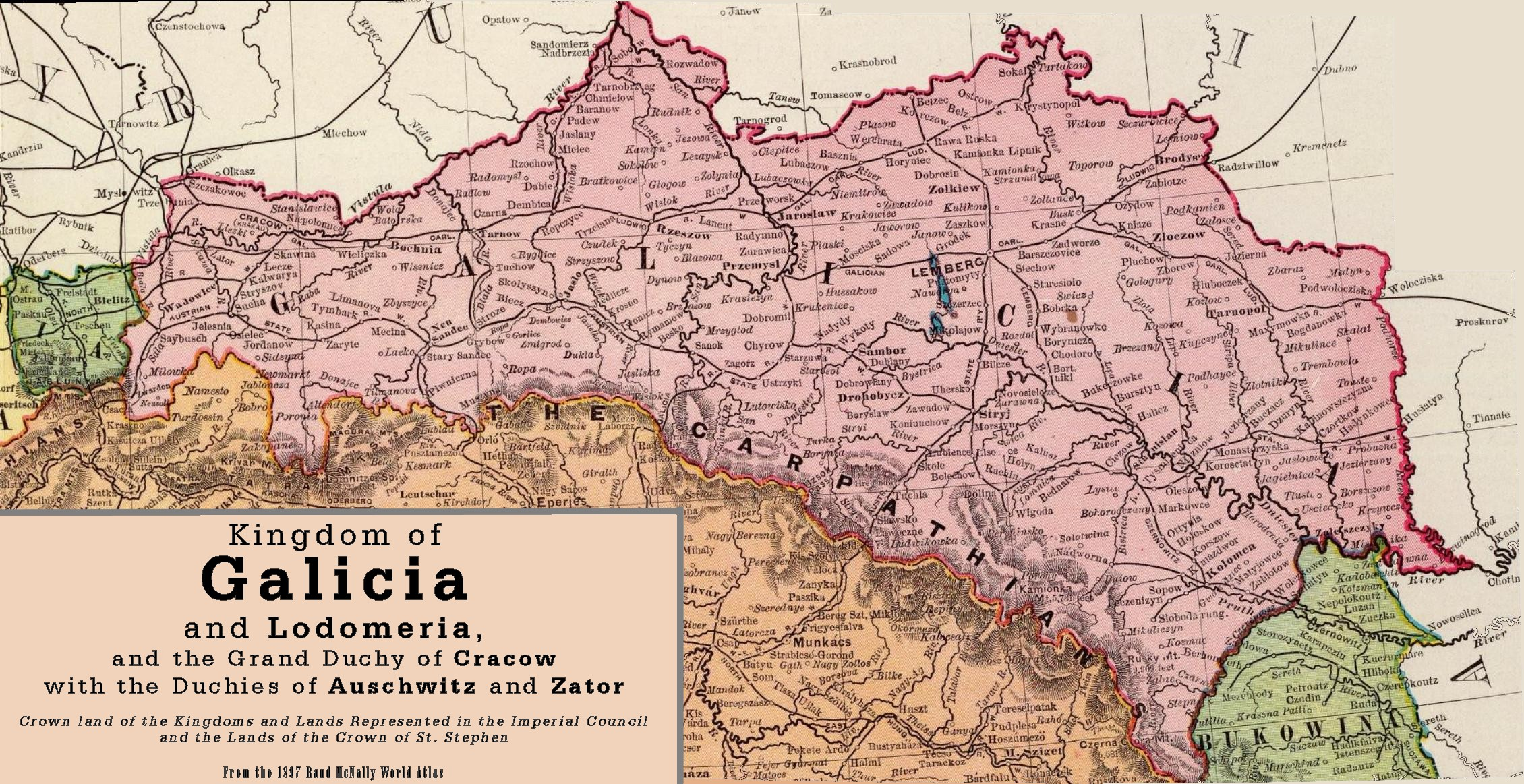
Галицькі залізниці до 1897 р.

Залізни́ця Ерцге́рцога А́льбрехта (нім. Erzherzog Albrecht-Bahn) — фрагмент мережі залізниць у Галичині, яка до Першої світової війни була частиною Австро-Угорської імперії. Залізниця з'єднувала Львів зі Стриєм (через Миколаїв) і Стрий з Івано-Франківськом (через Долину). Її загальна довжина становила 181 км.

## Відомості
Концесію на побудову залізниці було видано 22 листопада 1871 року. Концесія стосувалася двох трас: Львів — Стрий — Сколе — станція Бескид, а також Стрий — Станиславів (нині Івано-Франківськ). Консецію отримала група впливових польських і австрійських промисловців та громадських діячів, а також Галицький банк Крайовий (Galicyjski Bank Krajowy). Через два роки, 16 листопада 1873 року, відкрито перший відтинок дороги: Львів — Стрий (довжина 73,5 км). 1 січня 1875 року здано в експлуатацію другий відтинок: Стрий — Станиславів (довжина 107,5 км). Також був збудований відтинок Долина — Вигода (8,6 км).
У Стрию Залізниця Ерцгерцога Альбрехта з'єднувалася з Дністрянською залізницею і залізничною лінією Львів — Стрий, а в Станіславові — з уже існуючою Львівсько-Чернівецько-Ясською залізницею (через Ходорів, Галич, Станиславів). З часом побудовано свого роду продовження цієї залізниці: у 1884 році відкрили лінію Станиславів — Гусятин, яка отримала назву Галицька Трансверсальна залізниця (через Бучач, Чортків).
На початку 1874 року Залізницею Ерцгерцога Альбрехта курсувало 16 паротягів KkStB 46, 2 KkStB 95, 34 пасажирські та 403 товарні вагони. На час відкриття лінії Стрий — Станиславів до вагонного парку додали 13 пасажирських та 103 товарних вагонів. З цією кількістю рухомого складу залізниця працювала до 1881 року.
За перший повний рік (1874) послугами залізниці скористувалось 124 тис. пасажирів. Через рік було вже 231 тисяча. Пізніше це число знизилось, і 1879 року вона перевезла 139 тис. осіб. Але 1881 року було вже 186 тисяч. До 1879 року пасажири могли подорожувати у вагонах 1, 2, 3 або 4 класу. В 1874—1878 рр. вагонами 1 класу їздило лише 0,2—0,4 % пасажирів, 2 клас вибирало 4,5—5,5 %, і 16—20 % воліли 3 клас. Переважна більшість (66—76 %) віддавала перевагу найдешевшому 4 класу. Від 3,0 до 8,1 % усіх пасажирів становила пільгова група — військовослужбовці.
Спочатку (1874) Залізниця Ерцгерцога Альбрехта перевезла 52,8 тис. тонн товарів і багажу. Потім відбувався помітний зріст: від 100 тис. тонн (1875), до 147 тис. (1877) і 245 тис. у 1879 р.
З 1885 р. стала ланкою Галицької Трансверсальної залізниці.
Від 22 серпня 1891 року залізниця перейшла у власність організації за назвою Австрійські державні залізниці.
Нині давню Залізницю Ерцгерцога Альбрехта активно використовують для пасажирських і вантажних перевезень, щоправда, залізничної колії від Івано-Франківська до Бучача з 1944 року немає.

## Також див
- Перша угорсько-галицька залізниця
- Дністрянська залізниця

## Фотографії

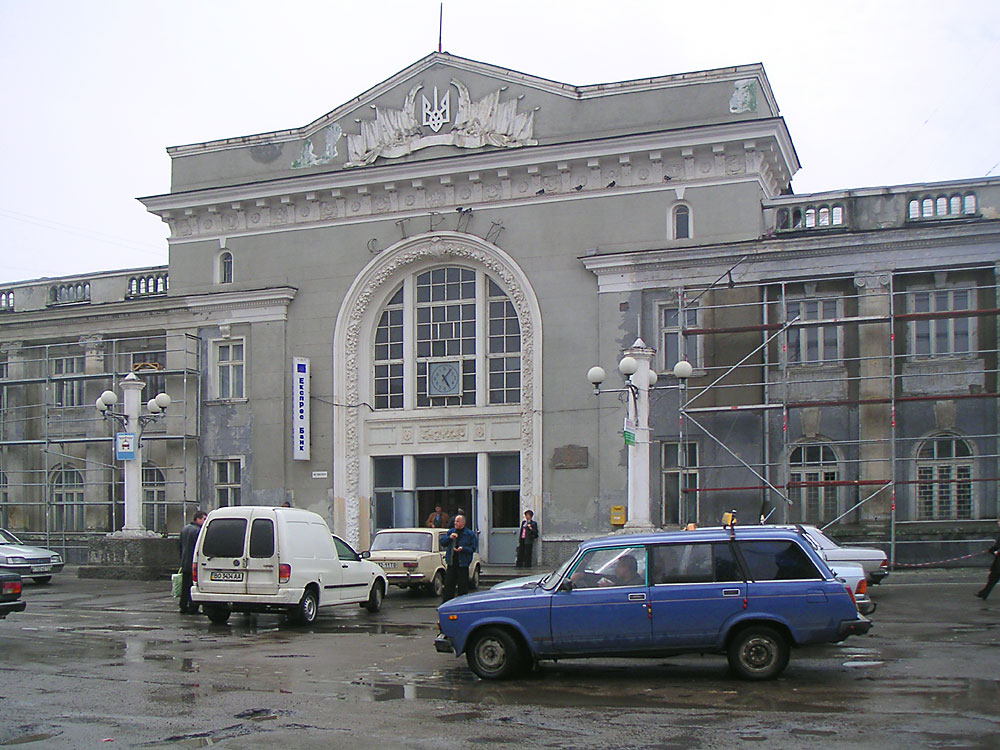
Стрийський вокзал
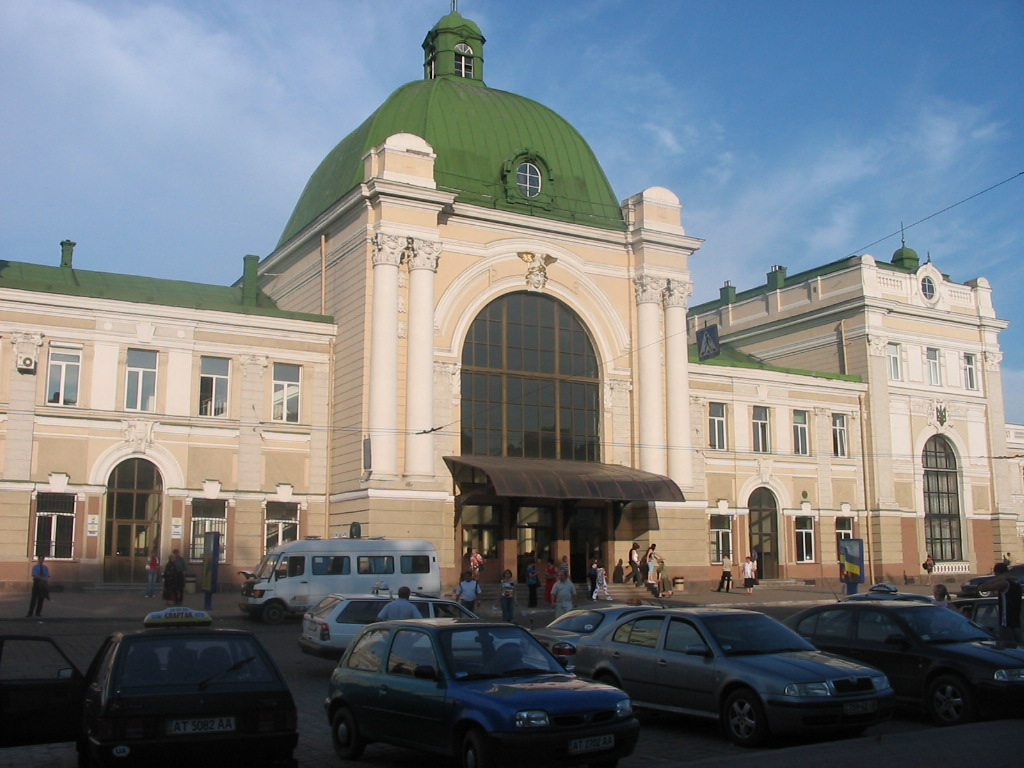
Івано-Франківський вокзал